# Епископосян, Арамаис Суренович
Арамаи́с Суре́нович Епископося́н (арм. Արամայիս Սուրենի Եպիսկոպոսյան; 27 сентября 1968) — советский, российский и армянский футболист, полузащитник.

## Карьера
С 1989 по 1991 год играл за ереванский «Арарат», провёл 10 матчей. В 1992 году перешёл в «Гекрис», где затем выступал до 1997 года, проведя за это время 163 встречи и забив 8 мячей.
В 1997 году перешёл в «Кубань», за которую сыграл 8 матчей. В 1999 году провёл сезон павлодарском «Иртыше», в 26 встречах отметился 2 голами, стал чемпионом Казахстана и был включён в список 22 лучших игроков чемпионата.
В 1997 году сыграл 2 матча в составе сборной Армении: 6 января в Асунсьоне со сборной Парагвая дебютировал, а 30 апреля в Ереване сыграл последний раз за сборную против Северной Ирландии.
После завершения карьеры игрока тренировал молодёжный состав в новороссийском «Черноморце», а в сезоне 2022/2023 перешёл на должность администратора главной команды «Черноморец».

## Достижения
- «Иртыш» (Павлодар)
- командные:
  - Чемпион Казахстана: 1999
- личные:
  - В списке 22 лучших футболистов чемпионата Казахстана: № 1 — 1999